# Stereaceae
Stereaceae es una familia de hongos del orden Russulales, tiene 26 géneros y 171 especies.

## Géneros
- Acanthobasidium
- Acanthofungus
- Acanthophysium
- Aleurocystidiellum
- Aleurocystis
- Aleurodiscus
- Amylofungus
- Amylohyphus
- Amylosporomyces
- Amylostereum
- Boidinia
- Chaetoderma
- Conferticium
- Dextrinocystis
- Gloeocystidiopsis
- Gloeodontia
- Gloeomyces
- Gloiothele
- Laxitextum
- Megalocystidium
- Pseudoxenasma
- Scotoderma
- Scytinostromella
- Stereum
- Vesiculomyces
- Xylobolus